# Juhant
Juhant je priimek v Sloveniji, ki ga je po podatkih Statističnega urada Republike Slovenije na dan 1. januarja 2010 uporabljalo 186 oseb.

## Znani nosilci priimka
- Breda Činč Juhant (*1963), geologinja, muzealka
- Darko Juhant (*1963), plezalec (alpinist)
- Janez Juhant (*1947), duhovnik, teolog, filozof, univ. profesor (TEOF UL)
- Janko Juhant (1914-1991), športni delavec (konjske dirke)
- Jošt Juhant, skladatelj
- Marko Juhant, specialni pedagog
- Rok Juhant, organist